# Ptilodon robusta
Ptilodon robusta är en fjärilsart som beskrevs av Matsumura 1924. Ptilodon robusta ingår i släktet Ptilodon och familjen tandspinnare. Inga underarter finns listade.